# Ludwig Knorr (Richter)
Ludwig Knorr (* 21. November 1827 in Gießen; † 7. November 1905 in Darmstadt) war ein deutscher Richter und Politiker.

## Familie
Ludwig Knorr war der Sohn des Gießener Oberstudiendirektors und Landtagsabgeordneten Karl Ludwig Christian Knorr (1800–1868) und dessen Frau Sophie Christiane geborene Buff (1798–1844). Der Geheime Staatsrat Heinrich Knorr (1830–1904) war sein Bruder. Die Familie war evangelisch.
Ludwig Knorr heiratete am 18. August 1860 in Darmstadt Amalie Wilhelmine Antonie Prinz (* 16. Februar 1835 in Darmstadt; † 1. Juli 1887 in Gießen), die Tochter von Johann Christian Prinz (1801–1849) und dessen Frau Emilie geborene Lichtenberg (1806–1892). Aus der Ehe gingen folgende Kinder hervor:
- Emilie  (* 1861), die am 8. Oktober 1881 in Gießen den späteren Königlich-Preußischen Oberstleutnant Emil Goldmann (1852–1908) heiratete.
- Antonie (* 1864), die zwei Mal heiratete: in erster Ehe am 24. Juni 1882 in Gießen den Fabrikanten Georg Schirmer und am 9. Juli 1904 in Gießen in zweiter Ehe den Inhaber der Gail’schen Zigarrenfabrik und späteren Großherzoglich-Hessischen Geheimen Kommerzienrat und Mitglied der Ersten Kammer der Landstände des Großherzogtums Hessen, Wilhelm Gail (1854–1925)
- Emma  (1869–1950) heiratete am 6. Juni 1887 in Gießen den späteren Konsistorialpräsidenten Dr. jur. Ludwig Nebel (1857–1928)

## Leben
Ludwig Knorr studierte nach dem Besuch eines Darmstädter Gymnasiums ab 1845 Rechtswissenschaften in Gießen und Heidelberg. Während seines Studiums wurde er 1845 Mitglied der Burschenschaft Allemannia Gießen. 1848 bestand er das juristische Fakultätsexamen und trat in den Staatsdienst ein, zuerst als Akzessist beim Hofgericht, dann beim Stadtgericht Darmstadt. 1850 bestand er das juristische Staatsexamen und arbeitete beim Großherzoglichen Landgericht in Groß-Gerau. 1857 war er als Landgerichtsassessor in Zwingenberg tätig, 1858 als Assessor am Stadtgericht Darmstadt. 1863 ging er als Hilfsrichter ans Hofgericht Darmstadt, wo er 1865 den Titel Hofgerichtsassessor erhielt und 1867 zum Hofgerichtsrat befördert wurde. Knorr wurde 1879 Landgerichtspräsident in Gießen. 1892 wurde er Oberlandesgerichtspräsident am Oberlandesgericht Darmstadt. 1901 ging er in den Ruhestand.
1889 wurde er vom Großherzog zum Mitglied der Ersten Kammer der Landstände des Großherzogtums Hessen auf Lebenszeit ernannt. Von 1903 bis 1905 war er dort als Dritter Präsident tätig. 1905 schied er durch Verzicht aus dem Landtag aus.

## Ehrungen
- 1878: Ritterkreuz 1. Klasse des Verdienstorden Philipps des Großmütigen
- 1898: Anlässlich seines 50-jährigen Dienstjubiläum wurde er 1898 mit dem Titel eines Wirklichen Geheimen Rates mit dem Titel Exzellenz geehrt.
- 1898: Die Universität Gießen ehrte ihn mit dem Titel eines Dr. jur. h. c.